# ولاد اسبايطة (الخلوة)
ولاد اسبايطة هي إحدى مشيخات المملكة المغربية، تتبع جغرافيا لعمالة طنجة أصيلة وإداريًا لالخلوة. يقدر عدد سكانها بـ 2557 نسمة حسب الإحصاء الرسمي للسكان والسكنى لسنة 2004.